# Distretto di Ikelenge
Il distretto di Ikelenge è un distretto dello Zambia, parte della Provincia Nord-Occidentale.
Il distretto comprende 6 ward:
- Chana Chamuhinga
- Ikeleng'i
- Jimbe
- Mukangala
- Mwininyilamba
- Nyakaseya